# 禅徳寺
禅徳寺（ぜんとくじ）は、愛知県犬山市にある、臨済宗妙心寺派の寺院。

## 概要
本尊は、釈迦牟尼仏。開山は、景川宗隆（本如実性禅師）。

## 歴史
1474年に創建された。明治時代の教育文学者である堀澤周安の菩提寺である。

## アクセス

### 公共交通機関
- 名鉄広見線 善師野駅より徒歩で約4分。距離は289m。

### 自動車
- 中央自動車道 小牧東インターチェンジより約25分。
- 東名高速道路・名神高速道路 小牧インターチェンジより国道41号（名濃バイパス）経由、約35分。
- 東海北陸自動車道 岐阜各務原インターチェンジより国道21号経由、約40分。